# Rafi Amit
Rafi Amit (Holon, 1979/1980) is een Israëlisch professioneel pokerspeler. Hij won onder meer het $10.000 Pot Limit Omaha-toernooi van de World Series of Poker 2005 (goed voor een hoofdprijs van $511.835,-) en het $1.000 Deuce to Seven Triple Draw Lowball w/rebuys-toernooi van de World Series of Poker 2007 (goed voor $227.005,-).
Amit verdiende in totaal meer dan $950.000,- in pokertoernooien (cashgames niet meegerekend).

## Wapenfeiten
Amit speelde zich op de World Series of Poker (WSOP) van 2005 voor het eerst naar prijzengeld door zich in het $10.000 Pot Limit Omaha-toernooi direct ook te plaatsen voor zijn eerste finaletafel. Daaraan liet hij een indruk achter die zowel bewondering als irritatie opriep bij zijn medespelers. Amit won het evenement door onder meer Todd Brunson en Erik Seidel achter zich te laten, maar misdroeg zich danig in de strijd. Nadat hem het woord fuck ontglipte, werd hij voor tien minuten van tafel gestuurd. Gedurende die tijd bleef hij vanaf de zijkant constant zijn tegenstanders kleineren en beledigen. Zijn straftijd kostte hem meer dan 200.000 chips aan verplichte inzetten, maar hij won het toernooi alsnog.
Een jaar later speelde Amit zich op de World Series of Poker in vijf verschillende toernooien naar het prijzengeld, waarvan twee keer door zich te plaatsen voor een finaletafel. Deze keer eindigde hij als vierde in het $ 10,000 Pot Limit Omaha-toernooi en als achtste in het $1.500 Pot Limit Omaha w. Rebuys-toernooi, samen goed voor ruim $170.000,-.
Op de World Series of Poker 2007 won Amit in 'maar' één toernooi prijzengeld, maar dat evenement betekende wel zijn tweede WSOP-titel. Aan de finaletafel liet hij onder andere Andy Bloch achter zich. Drie maanden later won Amit $17.278,- door zestiende te worden in het £5.000 Pot Limit Omaha-toernooi van de eerste editie van de World Series of Poker Europe. Vervolgens werd het jaren stil rond hem, tot hij in januari 2010 opdook als nummer vijf in het eindklassement van het A$10.000 Pot Limit Omaha-toernooi van de Aussie Millions 2010.

## WSOP-titels
| Jaar                       | Toernooi                                           | Prijs      |
| -------------------------- | -------------------------------------------------- | ---------- |
| World Series of Poker 2005 | $10.000 Pot Limit Omaha                            | $511.835,- |
| World Series of Poker 2007 | $1.000 Deuce to Seven Triple Draw Lowball w/rebuys | $227.005,- |